# De dejtbara
De dejtbara är en realityserie på Kanal 5 där funktionsnedsatta går på träff med andra funktionsnedsatta.

## Programmet
Programmet gick under arbetnamnet "De odejtbara" men byttes till De dejtbara efter kritik från funktionsnedsatta. I programmet träffar funktionsnedsatta singlar andra som är funktionsnedsatta. Tittarna får följa deras väg från kontaktannons till träffen. Programmet är baserat på den brittiska förlagan "The Undateables".